# Магдебурзьке архієпископство
Магдебу́рзьке архієпи́скопство (лат. Archiepiscopatus Magdeburgensis; нім. Erzbistum Magdeburg) — католицька архідіоцезія з центром у Магдебурзі, на теренах Священної Римської імперії, що існувала у 968—1648 роках. Очолювалася архієпископами Магдебурзькими, що також носили титул примасів Німеччини (лат. Primas Germaniae; з 986). Головним храмом був Магдебурзький собор, катедра архієпископів. Засноване 968 року з дозволу папи Івана XIII, на прохання першого імператора Священної Римської імперії Оттона I. Першим архієпископом став Адальберт, колишній єпископ Руський, апостол слов'ян. Було найбільшим на сході імперії; йому підпорядковувалися діоцезії Гавельбергу і Бранденбургу, Мерзебургу, Цайцу, Майсена, а також Познані. Головною метою була християнізація Саксонії та західних слов'ян. У ХІІ столітті перетворене на самоврядне духовне князівство в складі імперії (нім. Erzstift Magdeburg). Після 1476 року перебувало під впливом Саксонії та Бранденбургу. 1478 року підкорило місто Галле. З 1503 року резиденцією архієпископів став Моріцбург. В ході Реформації населення архієпископства навернулося до лютеранства. Намагання Католицької церкви під час Тридцятирічної війни повернути його зазнало невдачі. За умовами Вестфальського миру 1648 року володіння архієпископства були секуляризовані й перетворені на спадкове Магдебурзьке герцогство. 1680 року це герцогство увійшло до складу Бранденбурзького курфюрства. 1994 року Католицька церква створила нову Магдебурзьку діоцезію, що є історичним нащадком Магдебурзького архієпископства. Також — Магдебу́рзька архідіоце́зія (грец. Archidioecesis Magdeburgensis).

## Історія

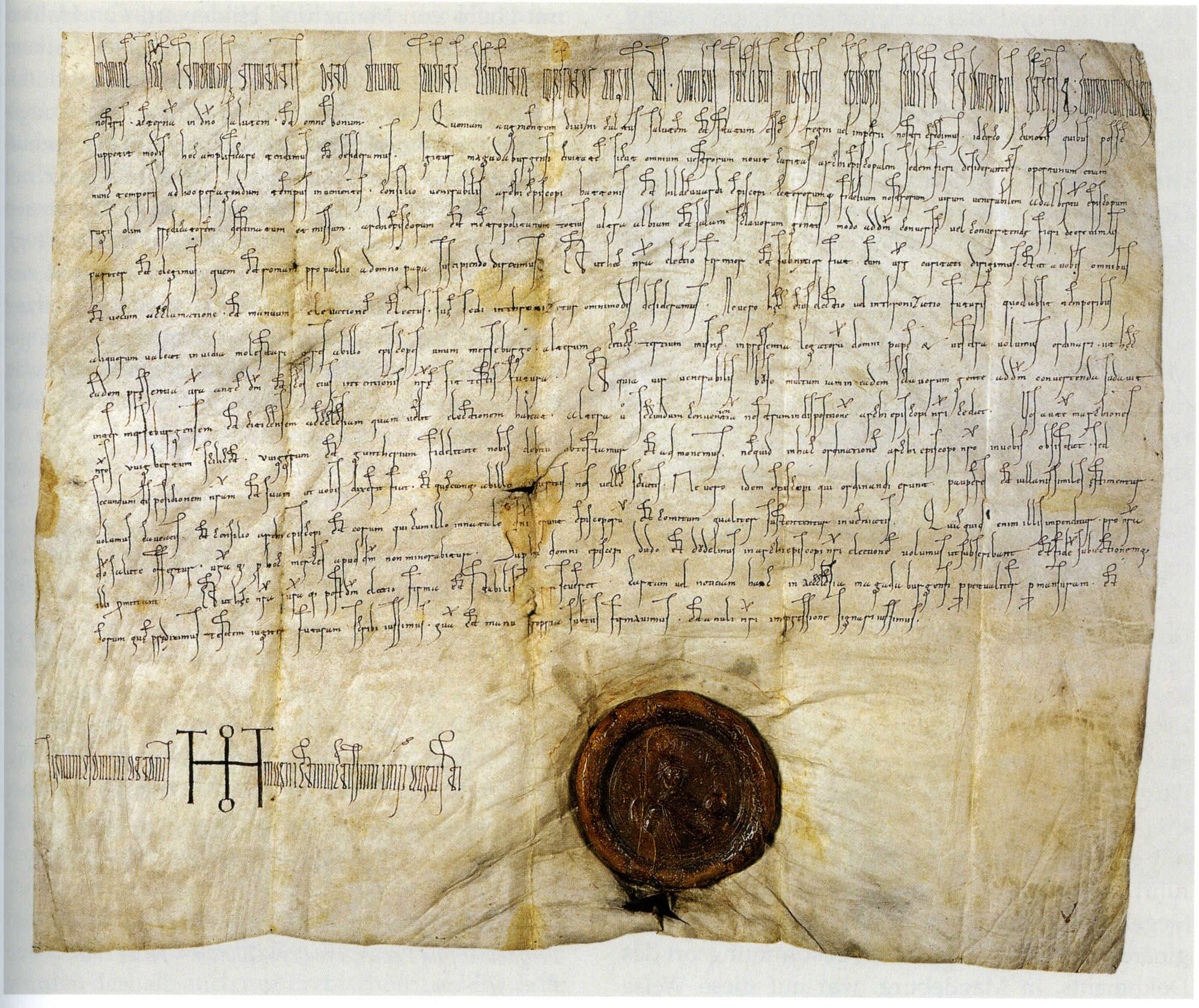
Лист Оттона І до саксонської знаті про створення Магдебурзького архієпископства.

Магдебурзька єпископська кафедра була заснована 968 року на прохання імператора Оттона I, з метою посилення проповіді християнства серед слов'ян. Реорганізована — у 1180 році. Першим єпископом, який зійшов на кафедру, був учитель і наставник імператора, Адальберт, до цього поставлений єпископом на Русь.
До церковної провінції Магдебурга були включені діоцезії Гальберштадта, Мерзебурга, Гафельберга, Наумбурга й Майсена. Нині всі вони, за винятком Майсена (діоцезія Дрезден-Майсена), ліквідовані.
1424 року Фрідріх I Бранденбурзький зміг вивести Любуську діоцезію з церковної провінції Гнезно та ввести її до складу Магдебурзької метрополії.
З 1476 року архієпископство перебувало у повній залежності від правителів Бранденбурга й Саксонії.
З 1503 до 1680 року резиденція архієпископа розміщувалась в Галлі.
З 1541 року архієпископами Магдебурга почали призначатись представники Бранденбурзької династії. Кардинал Альбрехт фон Бранденбург (1513–1545) намагався зупинити поширення протестантизму в архідіоцезії, але не зміг. Спроби його наступників Йоганна Альбрехта та Фрідріха IV протистояти рухові Реформації теж були безуспішними. Більшість каноніків капітулу приєднались до протестантів.
1566 року влада в діоцезії перейшла до протестантських апостольських адміністраторів. За часів Тридцятилітньої війни кафедру Магдебурга знову зайняв архієпископ-католик, Леопольд Вільгельм Австрійський, проте за Вестфальським миром (1648) архідіоцезії увійшла до складу Бранденбурзького князівства.
Того ж 1648 року архідіоцезія була ліквідована, а її територія була передана під юрисдикцію Кельнської архідіоцезії, а з 1821 року діоцезії Падерборна.

## Архієпископи
- Адальберт (01.10.968 — 21.06.981);
- Гізельмар (Гізельгер) (11.09.981 — 25.01.1004);
- Тагіно (04.02.1004 — 09.06.1012);
- Вальтард (15.06.1012 — 12.08.1012);
- Геро (22.09.1012 — 22.10.1023);
- Гунфрід (1023 — 28.02.1051);
- Енгельхард (1052 — 01.09.1063);
- Вернер фон Штойцлінген (1063 — 08.08.1078);
- Хартвіг фон Шпангайм (07.08.1079 — 17.06.1102);
  - Хартвіг фон Херсфельд (1085–1088);
- Генріх I фон Ассель (1102 — 15.04.1107);
- Адальгод фон Остербург (1107 — 12.06.1119);
- Рудгар фон Фельтгайм (1119 — 19.12.1125);
- Святий Норберт Ксантенський (18.07.1126 — 06.06.1134);
- Конрад I фон Кверфурт (01.07.1134 — 02.05.1142);
- Фрідріх I фон Веттін (07.05.1142 — 15.01.1152);
- Вікманн фон Зеєберг (01.11.1152 — 25.08.1192);
- Лудольф фон Коппенштедт (21.10.1192 — 16.08.1205);
- Альбрехт I фон Кафенбург (25.02.1206 — 15.10.1232);
- Бурхард I фон Вольденберг (20.07.1234 — 08.02.1235);
- Вільбранд фон Казернберг (1235 — 29.03.1254);
- Рудольф фон Дінсельштадт (1254–1260);
- Руперт фон Мансфельд (1260 — 19.12.1266);
- Конрад II фон Штернберг (26.12.1266 — 15.01.1277);
- Гюнтер I фон Шварценберг (1277–1279) — обраний єпископ;
- Бернгард фон Вельпе (1279–1282) — обраний єпископ;
  - Sede vacante (1282–1283);
- Еріх фон Бранденбург (14.05.1283 — 1295);
- Бурхард II фон Бланкенбург (12.07.1296 — 1305);
- Генріх II фон Ангальт (22.01.1306 — 10.11.1307);
- Бурхард III фон Шраплау (18.03.1308 — 20.09.1325);
- Хайдеке фон Ерффа (1326–1327);
- Отто фон Гессен (02.03.1327 — 30.04.1361);
- Дитріх Кагельвіт (18.06.1361 — 16.12.1367) — цистерціанець;
- Альбрехт II фон Штернберг (09.06.1368 — 13.10.1371) — призначений єпископом Літомишля;
- Петер Геліто (13.10.1371 — 1381) — призначений єпископом Оломоуца;
- Людвіг фон Майссен (28.04.1381 — 17.12.1382);
- Фрідріх II фон Гойм (23.02.1382 — 09.11.1382);
- Альбрехт III фон Кверфурт (1383 — 12.06.1403);
- Гюнтер II фон Шварцбург (12.10.1403 — 23.03.1445);
- Фрідріх III фон Байхлінген (19.04.1445 — 11.11.1464);
- Йоганн фон Пфальц-Зіммерн (20.05.1465 — 13.12.1475);
- Ернст фон Саксен (08.01.1476 — 03.08.1513);
- Альбрехт IV фон Бранденбург (02.12.1513 — 24.09.1545) — також архієпископ Майнца;
- Йоганн Альбрехт фон Бранденбург (24.09.1545 — 17.05.1550) — апостольський адміністратор;
- Фрідріх IV фон Бранденбург (1551 — 03.10.1552) — апостольський адміністратор;
- Сигізмунд фон Бранденбург (1553 — 08.05.1566) — апостольський адміністратор;
- Йоахім Фрідріх фон Бранденбург (1566–1598) — апостольський адміністратор;
- Кристіан Вільгельм фон Бранденбург (1598–1631) — апостольський адміністратор;
- Леопольд Вільгельм Австрійський (1631–1638) — апостольський адміністратор;
- Август фон Саксен-Вайссенфельс (1638–1648) — апостольський адміністратор;